# Диа Мантова
Диа Мантова е българска актриса.

## Биография
Диа Мантова е родена 14 май 1985 г. в София. Учи в първото частно училище в България „Янев“. До 16 г. възраст тренира тенис в школата на Юлия Берберян. Шест години се учи на изящни изкуства при художника Гаро Мурадян. Завършва Професионална гимназия по текстил и моден дизайн, гр. София със спец. худ оформление на текстил. Посещава школата по драматичен театър към НАТФИЗ „Кръстьо Сарафов“. с худ. ръководители Петър Пейков и Албена Георгиева.
Завършва през 2009 г. НБУ бакалавър със специалност Актьорско майсторство за драматичен театър в класа на професор Крикор Азарян.

### Актьорска кариера
Още като студентка дебютира на професионална сцена в спектакъла „Амарантос“ реж. В.Вихърова, театър Сълза и смях 2009. Там си партнира с Валентин Ганев, Ася Иванова, Йорданка Стефанова. Играе в редица проекти в столицата – съвременни, иновативни, авторски и импровизационни. Пътува из Европа и Азия с трупата по пантомима и клоунада „Жар театър“, където се изявява като участник в спектакли и уъркшопи с творци от цял свят. От 2011 до 2015 е част от акт. трупа на драматичен театър „Васил Друмев“ гр. Шумен, с чийто представления гастролира из цяла България. През 2015 завършва магистратура спец. Акт. майсторство за театър и кино с худ. ръководител Пламен Марков към НАТФИЗ „Кръстьо Сарафов“. Взима участие в Бг кино и Тв продукции, реклами, муз. клипове. Води събития, озвучава филми и записва аудиокниги. От 2019 г. води собствена школа по акт. майсторство. През 2021 г. написва и първият си драматургичен текст „Активно вещество“, реализирайки го на сцена като моноспектакъл играейки героинята Вихра Вангелова. Спектакълът е в подкрепа на лицата живеещи с диагноза шизофрения.
Има разностранни занимания извън акт. професия. Занимава се активно с тенис, психология, благотворителна дейност и рисуване. Прави първата си самостоятелна изложба концептуално изкуство „Право на Аз“ през 2019 г. През 2021 г. открива втората си самостоятелна изложба Klozapin – абстрактно и концептуално изкуство.

## Театрални роли
- 2008 – Playback (игра на случки) – импровизационен театър, реж. Антоанета Петрова и Мален Маленов, театър Сфумато
- 2008 – Дявола в „Час преди полунощ“, авторски спектакъл на Юлиана Сайска, Център за култура и дебат „Червената къща“
- 2008 – Хенриета и Прислужницата в „Без съмнение“ от Джордж Фейдо, реж. Иван Ковачев и Велимир Велев
- 2009 – Ирина в „Амарантос“ от Димитър Кабаков, реж. В. Вихърова, Др. театър „Сълза и смях“
- 2010 – Ангел в „Лабиринт на сетивата“, реж. Александър Евтимов – Шаманчето, ФАРА, Албена резерват Балтата
- 2012 – Клара в „Доктор“ от Бр. Нушич, реж. Бойко Богданов, – Драматичен театър „Васил Друмев“
- 2012 – Сара Шмаизер в „Господин Колперт“ от Д. Гизелман, реж. Пламен Марков, Драматичен театър „Васил Друмев“
- 2012 – Цвета във „Фалшификаторите“ от Ст. Костов, реж. Димитър Шарков, Др. театър „Васил Друмев“
- 2013 – Крис Гормън в „Слухове“ от Н. Саймън, реж. Михаил Петров, Др. театър „Васил Друмев“[3]
- 2013 – Матилде в „Чер хайвер и леща“ от Скарничи и Тарабузи, реж. Андрей Калудов, Др. театър „Васил Друмев“
- 2014 – Ани в „Анатол“ от А. Шницлер, реж. Пламен Марков, Др.театър „Н.Вапцаров“
- 2014 – Недювица в „Преселението“ от Б. Нейков, реж. Пламен Марков, Музикално драматичен театър „Константин Кисимов“
- 2015 – Рада в „Старопланински легенди“ от Й. Йовков, реж. Надя Асенова, Др. театър „Васил Друмев“
- 2015 – Василиса в „Към пропаст“, от И. Вазов, реж. Бина Харалампиева, Др.театър „Васил Друмев“
- 2021 – Вихра Вангелова в „Активно вещество“, от Д. Мантова, реж. Стефан Прохоров, Сцена Дерида
- 2022 – Макбет и Лейди Макбет в „Макбет – месо и власт“, от У. Шекспир, реж. Стефан Прохоров, Сцена „Дерида“
- 2022 – Линда в „Хамелеонът“ от Питър Шафър, реж. Александър Калинов, Нов театър НДК, „Театро отсам канала“
- 2023 – Турчина в „Панталоне и Коломбина“, Комедия дел арте, либрето В.А.Моцарт. реж. Иван Недялков, НДК, „Люмиер“
- 2023 – Дарина в „Мамо?“, от Диа Мантова, Жаклин Дочева, Боряна Братоева, Лазарина Коткова, Кейт Никълс, Антония Ганева и Маргарита Стойкова, реж. Яна Титова, Сцена „Дерида“

## Режисура, драматизация, сценична версия и концепция:
- 2024 – „Меко казано“, по Валери Петров, ПГСЧИ „Акатамус“ и Сцена „Дерида“

- 2025 – „Камбаната“, по Буковски, Бах, О‘Хенри, Бредбъри, Кинг, Алън, Стайнбек, Хемингуей и др., ПГСЧИ „Акатамус“ и Сцена „Дерида“

- 2025 – „Зелената котка“, по Илк, Рааг и др., ПГСЧИ „Акатамус“ и Сцена „Деридa”

- 2025 – “Лиско“, по Борис Априлов; Актьорска школа „Диамант“, Дом на културата „Средец“

## Филмография
- „Кастинг“ 2008
- „Стъклен дом“ 2012
- „Вещицата“ 2013
- „До средата на август“ 2019
- „Не влизай в пререкания с персонала на банята“ 2020
- „Голата истина за група Жигули“ (2021) - медицинска сестра
- El corazon del imperio 2021
- „Опорчюнистът“ (2024)
- „Вълкът“ (2025)

## Документално кино
- 2023 -  Репортер в "Пожарна безопасност и защита на населението", реж. Николай Мутафчиев, Premier studio

- 2023 – Регионален етнографски музей  на открито „Етър“, реж. Емил Тодоров, МК

- 2025 – Marcia in “Inside in the Roman Empire”, dir. Samuel Purcell, Oliver Watts, National Geographic, Alion Group

## Дублаж
• 2018 – „Невидими цветове“, СФФ, на живо в Дом на киното
• 2019 – „Снимка с Юки“, СФФ, на живо в Дом на киното
• 2019 – „Ирина“, СФФ, в студио „Андарта“
• 2019 – „Дългият път на север“, СФФ, на живо в Дом на киното
• 2020 – „Чутовно нашествие на мечките в Сицилия“, СФФ, в студио „Андарта“
• 2020 – „Бащата“, СФФ, в студио „Андарта“
• 2021 – „Легенда за вълците“, СФФ, на живо в Дом на киното
• 2022 – „Брайтън 4“, СФФ, в студио „Андарта“
• 2022 – „Ундине“, СФФ, в студио „Андарта“
• 2022 – „Приключенията на Татко Мумин“, СФФ, на живо в Дом на киното, три прожекции
• 2022 – „Грух грух“, СФФ, на живо в Дом на киното, три прожекции
• 2022 – „Пътешествието на принца“, СФФ, в студио „Андарта“
• 2022 – „Лудетини“, СФФ, в студио „Андарта“
• 2022 – „Щастливият Лазаро“, СФФ, в студио „Андарта“
• 2022 – „Мартин Идън“, СФФ, в студио „Андарта“
• 2022 – „Господ съществува и името й е Петруния“, СФФ, в студио „Андарта“
• 2023 – „Бел и Себастиан“, СФФ, на живо в Дом на киното, две прожекции
• 2023 – „Титина“, СФФ, в студио „Андарта“
• 2024 – „Паднали листа“, СФФ, в студио „Андарта“
• 2025 – „Акико, летящата маймуна“, СФФ, на живо в Кино Одеон и Кино Влайкова, две прожекции
• 2025 – „Потоп“, СФФ, в студио „Андарта“

## Участия във фестивали
- 2007 – Фестивал „Акто 2“, Битоля, Македония. Дяволът в  „Час преди полунощ“, реж. Юлияна Сайска

- 2007 – „Младите в театъра“, Драматичен театър Ловеч. Дяволът в  „Час преди полунощ“, реж. Юлияна Сайска

- 2008 – Театрални празници, Клуж-Напока, Румъния. Дяволът в  „Час преди полунощ“, реж. Юлияна Сайска

- 2008 – „Панаир на младите“, Младежки театър Николай Бинев, София. Хенриета и Прислужницата в “Без съмнение” от Джордж Фейдо, реж. Иван Ковачев и Велимир Велев.

- 2008 – „Малък сезон“, Театрална работилница Сфумато, София. Хенриета и Прислужницата в “Без съмнение” от Джордж Фейдо, реж. Иван Ковачев и Велимир Велев.

- 2009 – „Малък сезон“, Театрална работилница Сфумато, София. Ирина във фрагмент от  “Амарантос” от Димитър Кабаков, реж. В. Вихърова.

- 2009 –„Друмеви театрални празници“, Шумен, България. Ирина в “Амарантос” от Димитър Кабаков, реж. В. Вихърова.

- 2015 – „Друмеви театрални празници“, Шумен, България. - Василиса в „Към пропаст“, от И. Вазов, реж. Бина Харалампиева, Др. театър „Васил Друмев“

- 2021 – АСТ „Фестивал за свободен театър“, София, България. Вихра Вангелова в „Активно вещество“, от Диа Мантова, реж. Стефан Прохоров. Авторски проект на Диа Мантова, НФК.

- 2022 - „Друмеви театрални празници“, Шумен, България. Вихра Вангелова в „Активно вещество“, от Диа Мантова, реж. Стефан Прохоров . Авторски проект на Диа Мантова, НФК.

- 2024 - „Малък сезон“, Театрална работилница Сфумато, София. „Меко казано“, по Валери Петров, режисура, драматизация, сценична версия и концепция Диа Мантова. ПЧГСИ „Акатамус“

- 2024 - АСТ „Фестивал за свободен театър“, София, България. Дарина в „Мамо?“, от Диа Мантова, Жаклин Дочева, Боряна Братоева, Лазарина Коткова, Кейт Никълс, Антония Ганева и Маргарита Стойкова, реж. Яна Титова. Идеен проект на Диа Мантова, НФК.

- 2025 - „Друмеви театрални празници“, Шумен, България. „Меко казано“, по Валери Петров, режисура, драматизация, сценична версия и концепция Диа Мантова. ПЧГСИ „Акатамус“.